# Gindorf (Grevenbroich)
Gindorf ist ein Ort in der Stadt Grevenbroich im Rhein-Kreis Neuss im Land Nordrhein-Westfalen. Der Ort hat 2179 Einwohner (Stand: 31. Dezember 2022).

## Lage
Gindorf grenzt im Norden an die Ortschaft Gustorf, der Übergang ist fließend. Im Osten grenzt der Ort an die Erft und an die Bahnstrecke Düren–Neuss. Südöstlich von Gindorf befindet sich das Kraftwerk Frimmersdorf. Im Westen grenzt Gindorf an den Braunkohletagebau Garzweiler.

## Geschichte
Bei Gindorf handelt es sich um ein altes Straßendorf, dessen Ursprünge aus der Friedensstraße (früher: Hindenburgstraße), der St. Leonhard-Straße und der Mühlenstraße bestanden. An diesen Straßen lagen auch die landwirtschaftlichen Betriebe, von denen heute noch viele vorhanden sind. Es kann davon ausgegangen werden, dass das Dorf ungefähr zum gleichen Zeitpunkt entstanden ist wie Gustorf, das 1269 zum ersten Mal urkundlich erwähnt wird.
Der Ortsname Gindorf stammt wahrscheinlich aus dem 18. Jahrhundert aus dem Namen „Gingustorp“.
Gindorf gehörte im Mittelalter und in der frühen Neuzeit zum Dingstuhl Frimmersdorf im Amt Liedberg im Kurfürstentum Köln. 1794 wurde der Ort von den französischen Truppen besetzt. Es entstand die Commune Gindorf, die zur Mairie Gustorf im Kanton Elsen gehörte und bis 1815 bestand. 1815 wurde Gindorf ein Teil der preußischen Rheinprovinz und kam 1816 an den Kreis Grevenbroich im Regierungsbezirk Düsseldorf und in die Gemeinde Gustorf. 1846 wurde Gindorf wieder eine selbstständige Gemeinde. Als 1929 die erste kommunale Gebietsreform durchgeführt wurde, erfolgte wieder die Eingemeindung Gindorfs in die Gemeinde Gustorf. Gleichzeitig kam der Ort an den Großkreis Landkreis Grevenbroich-Neuß. Seit dem 1. Januar 1975 ist Gindorf ein Stadtteil der Stadt Grevenbroich.
St. Sebastianus Schützenbruderschaft

Bereits 1671 wurde die Bruderschaft St. Sebastianus gegründet. Sie existiert bis auf den heutigen Tag als Schützenbruderschaft und spielt im Ortsgeschehen nach wie vor eine herausragende Rolle.
| Datum             | Bewohner |
| ----------------- | -------- |
| 31. Dezember 2005 | 1.817    |
| 31. Dezember 2006 | 1.863    |
| 31. Dezember 2007 | 1.794    |
| 31. Dezember 2010 | 2.015    |
| 31. Dezember 2013 | 1.917    |
| 31. Dezember 2014 | 1.914    |
| 31. Dezember 2015 | 1.997    |
| 31. Dezember 2016 | 2.060    |
| 31. Dezember 2017 | 2.043    |
| 31. Dezember 2018 | 2.024    |
| 31. Dezember 2021 | 2.121    |
| 31. Dezember 2022 | 2.179    |

Flächengröße

(Gemarkung Gindorf) 4.789.077 m²

## Öffentliche Einrichtungen
- römisch-katholische Pfarrkirche St. Maria Himmelfahrt in Gustorf
- katholischer Kindergarten

## Religion
Katholische Pfarrkirche

Die zuständige Pfarrkirche entstand in Gustorf ca. 1130. Bis zum Jahre 1872 stand dort ein romanischer Bau, der 1876 durch eine neue gotische Kirche ersetzt wurde. Die Pfarre (Vicarie St. Sebastiani) wurde 1643 zerstört und 1675 wieder errichtet.

## Sehenswürdigkeiten
- Frenzenhof: Der Frenzenhof ist eine wehrhafte Hofanlage des 18. Jahrhunderts.